# Старая Яксарка
Старая Яксарка — село в Шемышейском районе Пензенской области России. Административный центр Старояксарского сельсовета.

## География
Село находится на юго-востоке центральной части Пензенской области, в пределах северного склона холмистой Хвалынской гряды, в лесостепной зоне, на восточном берегу Сурского водохранилища, вблизи места впадения в него реки Яксарка, к северу от автодороги 58К-59, на расстоянии примерно 13 км (по прямой) к северу от Шемышейки, административного центра района. Абсолютная высота — 160 м над уровнем моря.

### Климат
Климат характеризуется как умеренно континентальный. Средняя температура воздуха самого тёплого месяца (июля) — 20 °C (абсолютный максимум — 38 °C); самого холодного (января) — −19 °C (абсолютный минимум — −44 °C). Безморозный период длится 126 дней. Период активной вегетации составляет 135—145 дней. Годовое количество атмосферных осадков — 490 мм, из которых большая часть выпадает в тёплый период. Снежный покров держится в течение 149 дней.

### Часовой пояс
Село Старая Яксарка, как и вся Пензенская область, находится в часовой зоне МСК (московское время). Смещение применяемого времени относительно UTC составляет +3:00.

## Население
| 1709  | 1718  | 1748  | 1795  | 1859  | 1877  | 1897  |
| ----- | ----- | ----- | ----- | ----- | ----- | ----- |
| 471   | ↘134  | ↗226  | ↗554  | ↗1396 | ↘1355 | ↗1813 |
| 1911  | 1926  | 1930  | 1939  | 1959  | 1979  | 1989  |
| ↗2304 | ↗2653 | ↗3197 | ↘1913 | ↘1409 | ↘966  | ↘639  |
| 1996  | 2002  | 2010  |       |       |       |       |
| ↘589  | ↘503  | ↘471  |       |       |       |       |

### Национальный состав
Согласно результатам переписи 2002 года, в национальной структуре населения мордва составляла 89 %.

## Известные уроженцы
- Кульдин, Иван Петрович (1918—1944) — советский танкист-ас, старший лейтенант.